# Àlgebra de Witt
En matemàtiques, l'àlgebra de Witt complexa, que porta el nom d'Ernst Witt, és l'àlgebra de Lie de camps vectorials meromòrfics definits a l'esfera de Riemann que són holomòrfiques excepte en dos punts fixos. També és la complexificació de l'àlgebra de Lie de camps vectorials polinomials en un cercle, i l'àlgebra de Lie de derivacions de l'anell C [z, z−1].
Hi ha algunes àlgebres de Lie relacionades definides sobre camps finits, que també s'anomenen àlgebres de Witt.
L'àlgebra complexa de Witt va ser definida per primera vegada per Élie Cartan (1909), i els seus anàlegs sobre camps finits van ser estudiats per Witt als anys trenta.

## Base
Una base per a l'àlgebra de Witt ve donada pels camps vectorials {\displaystyle L_{n}=-z^{n+1}{\frac {\partial }{\partial z}}}, per n in {\displaystyle \mathbb {Z} }.
El parèntesi de Lie de dos camps vectorials bàsics ve donat per
{\displaystyle [L_{m},L_{n}]=(m-n)L_{m+n}.}
Aquesta àlgebra té una extensió central anomenada àlgebra de Virasoro que és important en la teoria de camps conformals bidimensionals i en la teoria de cordes.
Tingueu en compte que restringint n a 1,0,-1, s'obté una subàlgebra. Prenent el camp dels nombres complexos, això és només l'àlgebra de Lie {\displaystyle {\mathfrak {sl}}(2,\mathbb {C} )} del grup Lorentz {\displaystyle \mathrm {SO} (3,1)}. Sobre els reals, és l'àlgebra sl (2,R) = su (1,1). Per contra, su (1,1) és suficient per reconstruir l'àlgebra original en una presentació.

## Sobre camps finits
Sobre un camp k de característica p > 0, l'àlgebra de Witt es defineix com l'àlgebra de Lie de derivacions de l'anell
k [z]/zp
L'àlgebra de Witt s'estén per L m per a − 1 ≤ m ≤ p − 2.